# 常磐双葉インターチェンジ
常磐双葉インターチェンジ（じょうばんふたばインターチェンジ）は、福島県双葉郡双葉町寺沢にある、常磐自動車道のインターチェンジ（地域活性化インターチェンジ）。
福島第一原子力発電所事故に伴う帰還困難区域内に位置しており、IC周辺は車両通行のみ可能となっている。
当ICの名称は、山梨県の中央自動車道・「双葉スマートIC」が開設されていることから、所在地の双葉町の名前に「常磐」を冠して区別したものとなっている。

## 道路
- E6 常磐自動車道（20-2番）

## 接続する道路
- 福島県道256号井手長塚線

## 沿革
- 2015年（平成27年）6月12日 : 国土交通省より追加インターチェンジとして連結許可が下りる[2]。
- 2017年（平成29年）6月17日 : 着工[3]。
- 2019年（令和元年）8月2日 : IC名称が「双葉IC（仮称）」から「常磐双葉IC」に正式決定[4]。
- 2020年（令和2年）3月7日 : 供用開始[5]。

## 周辺
- 双葉駅（JR東日本・常磐線）
- 東京電力福島第一原子力発電所
- 東日本大震災・原子力災害伝承館

## 料金所
料金所は終日無人のため、一般レーンを利用する場合は自動精算機にて精算することとなる。
- ブース数：4

### 入口
- ブース数：2
  - ETC専用：1
  - 一般：1

### 出口
- ブース数：2
  - ETC専用：1
  - 一般：1

## 隣
E6 常磐自動車道
(20-1)大熊IC - (20-2)常磐双葉IC - (21)浪江IC